# کازالانگودا
کازالانگودا (به ایتالیایی: Casalanguida) یک کومونه در ایتالیا است که در استان کییتی واقع شده‌است.

## خصوصیات
کازالانگودا ۱۳ کیلومترمربع مساحت و ۱٬۰۷۹ نفر جمعیت دارد و ۴۷۰ متر بالاتر از سطح دریا واقع شده‌است.